# Дорін Матеуц
Дорін Матеуц (рум. Dorin Mateuț, нар. 5 серпня 1965, Вад) — румунський футболіст, що грав на позиції півзахисника. Володар європейської «Золотого бутсу» 1989 року.
Виступав, зокрема, за клуби «Корвінул», «Динамо» (Бухарест) та «Реал Сарагоса», а також національну збірну Румунії, у складі якої був  учасником чемпіонату світу 1990 року.

## Клубна кар'єра
Народився 5 серпня 1965 року в місті Вад. Дорін Матеуц почав футбольну кар'єру в молодіжній спортивній команді «Хунедоара» 1979 року і незабаром перейшов у найсильніший клуб міста — «Корвінул». 14 жовтня 1981 року він вперше вийшов на поле в матчі чемпіонату Румунії проти «Олта», зустріч завершилася перемогою «Корвінула» з рахунком 3:1. За підсумками сезону 1981/82 «Корвінул» зайняв 3-е місце в чемпіонаті і отримав путівку в Кубок УЄФА 1982/83. Матеуц в трьох матчах розіграшу забив один гол. Надалі кар'єра Матеуца проходила без особливих успіхів: відносно вдалим став сезон 1985/86, в якому «Корвінул» посів 5-ту сходинку в турнірній таблиці, а Матеуц забив 16 м'ячів у 31 матчі.
Прагнучи надати своїй кар'єрі новий імпульс, Матеуц в січні 1987 року перейшов у бухарестське «Динамо». Саме період виступів Матеуца за «Динамо» можна назвати найвдалішим. «Динамо» тричі вигравало срібло румунського чемпіонату, причому в сезоні 1987/88 Матеуц був названий найкращим футболістом Румунії, а в сезоні 1988/89 він забив 43 голи і став найкращим бомбардиром не тільки чемпіонату, але і всього європейського сезону, за підсумками якого йому був вручений «Золотий бутс». В сезоні 1989/90 Матеуц зі своєю командою нарешті став чемпіоном і володарем Кубка Румунії, а також дійшов до півфіналу Кубка кубків.
Після чемпіонату світу 1990 року Матеуц повинен був підписати контракт з «Барселоною», але трансфер зірвався в останній момент і він перейшов в інший іспанський клуб, «Реал Сарагоса». За два роки в «Сарагосі» зіграв 64 матчі і забив 10 м'ячів. 
Восени 1992 року став гравцем італійської «Брешії», але провів за сезон всього чотири гри і перейшов в інший клуб Серії A, «Реджяну». Проте і в новому клубі через травму коліна (розриву меніска) Матеуц грав нечасто, і взимку 1995 року повернувся в «Динамо».
Завершив професійну ігрову кар'єру у клубі «Спортул», за команду якого виступав у сезоні 1995/96. Всього у вищому дивізіоні Румунії провів 281 матч, забив 134 гола, в єврокубках — 23 матчі, 12 забитих м'ячів.

## Виступи за збірну
У складі юнацької (U-18) збірної Румунії брав участь у юнацькому Євро-1983 в Англії.
7 лютого 1984 року дебютував в офіційних іграх у складі національної збірної Румунії в товариському матчі проти збірної Алжиру, а перший м'яч забив 7 березня того ж року у ворота збірної Греції. Тренер Мірча Луческу не взяв Матеуца на чемпіонат Європи 1984 року, але після європейської першості Матеуц викликався в збірну досить регулярно протягом 7 років.
Як і в клубі, особливо вдалим періодом для Матеуца у збірній став кінець 1980-х: у відбірковому турнірі чемпіонату світу 1990 року він зіграв у всіх 6 матчах і забив 2 голи. Перед фінальним турніром Матеуц розглядався як один з лідерів румунського нападу на турнірі в Італії, але на чемпіонаті лише одного разу вийшов на поле у зустрічі групового турніру зі збірною Аргентини.
Останній матч за національну збірну Румунії провів 20 жовтня 1991 року в рамках відбіркового турніру до чемпіонату Європи 1992 року проти збірної Болгарії. Всього у складі збірної взяв участь у 56 матчах і забив 10 м'ячів.

## Тренерська кар'єра
Після завершення ігрової кар'єри Матеуц зайнявся підприємницькою діяльністю, але в 2004 році став помічником Йоана Андоне у бухарестському «Динамо», пропрацювавши на цій посаді до 2006 року. У вересні 2013 року знову став помічником тренера «Динамо», Флавіуса Стойкана.

## Титули і досягнення

### Командні
- Чемпіон Румунії (1):

«Динамо» (Бухарест): 1989/90
- Володар Кубка Румунії (1):

«Динамо» (Бухарест): 1989/90

### Особисті
- Футболіст року в Румунії: 1988
- Найкращий бомбардир чемпіонату Румунії: 1988/89
- Володар «Золотого бутсу»: 1989 (43 голи)

## Особисте життя
Дорін Матеуц одружений, у нього дві дочки. Старша дочка, Наталія Матеуц (народилася в 1991 році) — успішна модель.
25 березня 2008 року президент Румунії Траян Бесеску нагородив Матеуца орденом «За спортивні заслуги» III ступеня за досягнення у національній збірній Румунії.
Матеуц володіє баром «13 вересня» у Бухаресті. У серпні 2010 року в румунській пресі з'явилася інформація про те, що у Матеуца алкоголізм.